# Jóannes Danielsen
Jóannes Kalsø Danielsen (Klaksvík, 1997. szeptember 10. –) feröeri válogatott labdarúgó, a feröeri KÍ Klaksvík játékosa.

## Pályafutása

### Klubcsapatokban
2021. december 28-án a dán másodosztályú Næstved BK szerződtette, így hat év után elhagyta a feröeri KÍ Klaksvík csapatát. 2022-ben visszatért nevelőegyesületéhez.

### A válogatottban
2019. október 15-én debütált a feröeri válogatottban egy Málta elleni Eb-selejtezőn.

## Sikerei, díjai
KÍ Klaksvík
- Feröeri kupa: 2016
- Feröeri bajnok: 2019, 2021
- Feröeri szuperkupa: 2020, 2023

 Næstved BK
- Dán másodosztály bajnok: 2021–2022

## Statisztika
| Feröer   | Feröer | Feröer |
| Év       | Mérk.  | Gólok  |
| -------- | ------ | ------ |
| 2019     | 1      | 0      |
| 2020     | 6      | 0      |
| 2021     | 2      | 0      |
| Összesen | 9      | 0      |